# محمد علي بن عباس البلاغي
الشيخ محمد علي بن عبّاس بن حسن بن عباس بن محمد علي البلاغي. هو رجل دين وفقيه شيعي ومُؤلّف موسوعي له كتب وموسوعات ضخمة. ومن المُتتلمذين على يد الوحيد البهبهاني، وبحر العلوم، وجعفر كاشف الغطاء، ومحسن الأعرجي، وهو موثقٌ عند من ترجموا له، ومنهم: جعفر آل محبوبة.(1)

## أسرته
ينتسب إلى أسرة آل البلاغي وهي من الأُسَرْ المشهورة في النجف التي ترجع بنسبها إلى ربيعة، ويصفها جعفر آل محبوبة بأنّها: ”من الأسر العلمية الأدبية السابقة في العلم والفضل والمحلقة بقوادم المجد والسؤدد العريقة في العروبة، والمتقدمة في الهجرة“، ويواصل: ”عُرفت هذه الأسرة في النجف، واشتهر ذكرها في أواسط القرن العاشر للهجرة“، ويقول: ”وقد نبغ منها رجال تقدّموا في معارفهم“.

## مؤلفاته
| - جامع الأقوال. موسوعة فقهية ضخمة تبلغ ما يُقارب الثلاثين مُجلّداً، وقد ذكر ذلك آل محبوبة حيث قال عنها: ”وله في الفقه ما يبلغ ثلاثين مجلداً ضخماً، منها في الطهارة والصلاة والصيد والذباحة والإرث والنكاح والطلاق سمّاه جامع الأقوال“. - كتابٌ في الفقه الاستدلالي. ذكره آغا بزرگ الطهراني في الذريعة، وذكره جعفر آل محبوبة في ترجمته للبلاغي بقوله ”رأيت كتاباً له في الفقه على طراز مختلف العلامة رحمه الله وهو أجمع منه للفروع. يقع في عشرين مجلّداً..“، والاثنان لم يذكرا اسم الكتاب. | - مطارح الأنظار ونتائج الأفكار. هو شرحٌ على كتاب تهذيب الوصول إلى علم الأصول، ويقع في ثلاث مُجلّدات ضخام. - مختصر مطارح الأنظار. مختصرٌ للمطارح ويقع في مُجلّدين. - شرح المختلف. شرحٌ على كتاب المختلف للحلّي. - كتاب الطلاق. |

## الهوامش
- 1 - أفرد جعفر آل محبوبة ترجمة خاصة للبلاغي في كتابه ماضي النجف وحاضرها قال فيها: ”من مشاهير رجال العلم وفرسان الفقه والأصول. بزغ في سماء العلم بدره، وشعَّ في نوادي الدرس والتدريس ضوءه، فهو مجتهدٌ مُسَلَّم الفضل، مشهودٌ له بالتقدم، وكان كاملاً أديباً يجيد صوغ القريض وهو من العلماء المُحقّقين المُصنّفين في الفقه والأصول“.[9]